# June Havoc
Pour les articles homonymes, voir Havoc.

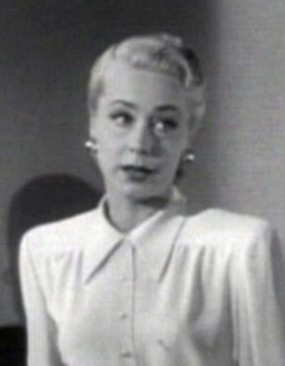
June Havoc.

June Havoc est une actrice américano-canadienne née le 8 novembre 1912 à Vancouver (Canada) et décédée à Stamford (Connecticut) le 28 mars 2010.

## Biographie
Billy Wilder lui fait tourner un bout d'essai pour le rôle d'Erika von Schluetow dans son film la Scandaleuse de Berlin, en 1947, essai qu'il montra ensuite à Marlene Dietrich pour la convaincre d'accepter le rôle d'Erika von Schluetow.

## Filmographie
- 1918 : Hey There! (en) : Child
- 1918 : L'Hôtel du chahut-bahut (On the Jump) d'Alfred J. Goulding
- 1942 : Four Jacks and a Jill (en) : Opal
- 1942 : Sing Your Worries Away (en) : Roxey Rochelle
- 1942 : Powder Town : Dolly Smythe
- 1942 : Ma sœur est capricieuse (My Sister Eileen) : Effie Shelton
- 1943 : Hello Frisco, Hello : Beulah Clancy
- 1943 : La Dangereuse Aventure (No Time for Love) : Darlene
- 1943 : Hi Diddle Diddle : Leslie Quayle
- 1944 : Timber Queen (en) : Lil Boggs
- 1944 : Casanova in Burlesque (en) : Lillian Colman
- 1945 : Les Millions de Brewster (Brewster's Millions) d'Allan Dwan : Trixie Summers
- 1947 : Le Mur invisible (Gentleman's Agreement) : Elaine Wales
- 1947 : Intrigue : Mme Tamara Baranoff
- 1948 : Le Rideau de fer (The Iron Curtain ou Behind the Iron Curtain) : Nina Karanova
- 1948 : À toi pour la vie (When My Baby Smiles at Me) de Walter Lang : Gussie
- 1949 : Enquête à Chicago (Chicago Deadline) : Leona
- 1949 : L'Ange endiablé (Red, Hot and Blue) : Sandra
- 1949 : The Story of Molly X (en) : Molly X
- 1950 : Mother Didn't Tell Me (en) : Maggie Roberts
- 1950 : La Voleuse (en) (Once a Thief) : Margie Foster
- 1951 : À l'assaut de la gloire (Follow the sun) de Sidney Lanfield : Norma
- 1952 : Lady Possessed (en) : Jean Wilson
- 1956 : Three for Jamie Dawn de Thomas Carr : Lorrie Delacourt
- 1957 : Mr. Broadway (TV) : Trixie Friganza
- 1960 : Les Incorruptibles (TV) : Sally Kansas (saison 2, épisode 9)
- 1964 : Au-delà du réel : Karen Thorne (saison 2, épisode 6 : Les Ombres du silence)
- 1970 : The Boy Who Stole the Elephant (en) (téléfilm) : Molly Jeffrys
- 1973 : Nightside (TV) : Vantura Davis
- 1977 : The Private Files of J. Edgar Hoover de Larry Cohen : la mère de J. Edgar Hoover
- 1980 : Rien n'arrête la musique (Can't Stop the Music) : Helen Morell
- 1951 : C'est déjà demain (Search for Tomorrow) (série TV) : Zophie (unknown episodes, 1986)
- 1987 : Les Enfants de Salem (A Return to Salem's Lot) : tante Clara
- 1990 : Hôpital central (General Hospital) (série TV) : Madeline Markham (6 épisodes)